# 1962 en arts plastiques
| Années des arts plastiques : 1959 - 1960 - 1961 - 1962 - 1963 - 1964 - 1965    |
| Décennies des arts plastiques : 1930 - 1940 - 1950 - 1960 - 1970 - 1980 - 1990 |

Cette page concerne l'année 1962 en arts plastiques.

## Œuvres
- Campbell's Soup Cans, œuvre d'Andy Warhol.

## Événements
- Bien qu'actif depuis les années 1950, le mouvement Saqqa-Khaneh, mouvement d'art moderne néo-traditionnel iranien naît officiellement en 1962 à l'occasion de la Biennale de Téhéran.

## Naissances
- 3 janvier : Françoise Abraham, sculpteur et peintre française,
- 1er février : Takashi Murakami, artiste plasticien japonais,
- 2 février : Michael T. Weiss, peintre et acteur américain,
- 27 avril : Gabriel Orozco, artiste mexicain,
- 9 juillet : Luis Altieri, artiste visuel et yogi argentin,
- 12 juillet : Václav Švejcar, peintre tchécoslovaque puis tchèque († 25 décembre 2008),
- 11 septembre : Pierre Huyghe,  artiste plasticien, vidéaste, architecte et designer français,
- 9 octobre : Coyote, dessinateur français († 9 août 2015).

- Date précise non connue :
  - Atia Islam Anne, peintre féministe bangladaise,
  - Gulshan Hossain, artiste bangladaise,
  - Nguyen Van Cuong I, peintre vietnamien.

## Décès
- 2 janvier :
  - Kurt Seligmann, écrivain, peintre et graveur suisse et américain (° 20 juillet 1900),
  - Philippe Veyrin, peintre, historien et bascologue français (° 2 janvier 1900),
- 4 janvier : Minne Bakker, peintre impressionniste néerlandais (° 1878)
- 6 janvier : Jean-Francis Laglenne, peintre et décorateur de théâtre français (° 23 juillet 1899),
- 10 janvier : Cipriano Efisio Oppo, peintre et homme politique italien (° 2 juillet 1891),
- 14 janvier : Maurice Pellerier, peintre et aquarelliste français (° 22 février 1875),
- 18 janvier : Gaston Boucart, peintre et graveur français (° 7 décembre 1878),
- 19 janvier: Paul Martig, artiste peintre suisse (°25 avril 1903),
- 20 janvier : Jacques Boolsky, peintre, pastelliste et cinéaste suisse d'origine russe (° 31 décembre 1895),
- 24 janvier : André Lhote, peintre français (° 5 juillet 1885),
- 10 février :
  - Albert Jarach, peintre, dessinateur, éditeur, imprimeur et illustrateur français (° 21 mai 1874),
  - Max Švabinský, peintre et graveur austro-hongrois puis tchécoslovaque (° 17 septembre 1873),
- 12 février : Josette Bournet, peintre française (° 19 août 1905),
- 22 février : Martin Lewis, graveur américain d'origine australienne (° 14 juin 1881),
- 3 mars : Charles Peccatte, peintre français (° 21 février 1870),
- 12 mars : Suzanne Frémont, peintre et écrivaine française (° 10 avril 1876),
- 14 mars : Robert Humblot, peintre et illustrateur français (° 13 mai 1907),
- 31 mars : Marcello Dudovich, peintre, illustrateur et affichiste italien (° 21 mars 1878),
- 10 avril : Stuart Sutcliffe, peintre et musicien britannique (° 23 juin 1940),
- 14 avril : André Filippi, peintre, imagier et santonnier français (° 26 juillet 1902),
- 18 avril : Omer Bouchery, peintre, graveur et illustrateur français (° 5 août 1882),
- 29 avril : Pascal Forthuny, homme de lettres, critique d'art, sinologue, peintre et musicien français (° 24 mars 1872),
- 8 mai : Paul Urtin, peintre français (° 12 juillet 1874),
- 25 mai :
  - Sergueï Chtcherbatov, peintre, philanthrope, collectionneur d'art et archéologue russe puis soviétique (° 1875),
  - René Sintès, peintre français (° 25 janvier 1933),
- 29 mai : François de Hérain, peintre, sculpteur et graveur français (° 10 novembre 1877),
- 1er juin : Roger Nivelt, peintre et illustrateur français (° 30 août 1899),
- 6 juin : Yves Klein, peintre français (° 28 avril 1928),
- 13 juin : Pierre Bompard, peintre, graveur et illustrateur français (° 28 juin 1890),
- 28 juin : Jacques Maroger, peintre, chercheur et restaurateur d'œuvres d'art français (° 22 novembre 1884),
- ? juin : Fabien Fabiano, peintre, illustrateur et caricaturiste français (° 10 octobre 1882),
- 27 juillet : Ion Țuculescu, peintre roumain (° 19 mai 1910),
- 5 août : Luigi Kasimir, graveur, lithographe et peintre autrichien (° 18 avril 1881),
- 23 août : Élisée Maclet, peintre français (° 12 avril 1881),
- 24 août :
  - Robert Mahias, peintre, aquarelliste, décorateur et illustrateur français (° 12 octobre 1890),
  - Louis Moilliet, peintre et concepteur de vitrail suisse (° 6 octobre 1880),
- 8 septembre :
  - Emmanuel Mané-Katz, peintre français de culture juive (° 5 juin 1894),
  - Sándor Ziffer, peintre roumain (° 5 mai 1880),
- 20 septembre : Georges Maury, peintre français (° 23 avril 1875),
- 23 septembre :
  - René Kuder, peintre français (° 23 novembre 1882),
  - Jacques Ourtal, peintre français (° 8 octobre 1868),
- 8 octobre : François Eberl, peintre figuratif français (° 25 mai 1887),
- 10 octobre : Domenico Valinotti, peintre italien (° 17 septembre 1889),
- 17 octobre : Nathalie Gontcharova, peintre, dessinatrice et décoratrice d'origine russe naturalisée française (° 4 juin 1881),
- 18 octobre : Charles Loupot, affichiste et graphiste français  (° 20 juillet 1892),
- 19 octobre : Geneviève Gallois, moniale et peintre française (° 22 septembre 1888),
- 4 novembre : Gabriel Belot, poète, peintre et graveur français (° 6 novembre 1882),
- 9 novembre : Octave Linet, peintre français (° 25 septembre 1870),
- 16 novembre : Jean-Gabriel Domergue, peintre et graveur français (° 4 mars 1889),
- 22 novembre : Louis William Graux, peintre, graveur et illustrateur français (° 23 juillet 1889),
- 23 novembre : Jean-Pierre Lamboray, peintre et graphiste luxembourgeois (° 6 mars 1882),
- 26 novembre : Joseph-Victor Communal, peintre français (° 11 février 1876),
- 9 décembre : Paul Baudier, peintre, graveur et illustrateur français (° 18 octobre 1881),
- 26 décembre : Nicolas Millioti, peintre russe et français (° 28 janvier 1874),

- ? :
  - Marius Chambon, peintre français (° 27 décembre 1876),
  - Raphaël Delorme, peintre français (° 1885),
  - Zygmunt Landau, peintre de l'École de Paris issu d'une famille juive de Pologne (° 1898),
  - Kurt Peiser, peintre et graveur belge (° 1887),
  - Berthe Roten-Calpini, peintre suisse (° 1873).